# قاضی جاسم‌الدین احمد جوشی
قاضی جاسم الدین احمد جوشی (بنگالی: কাজী জসিম উদ্দিন আহমেদ؛ زادهٔ ۲ نوامبر ۱۹۶۳) بازیکن سابق و مربی فوتبال اهل بنگلادش است.
وی همچنین در تیم‌های ملی فوتبال زیر ۲۰ سال بنگلادش و بنگلادش بازی کرده است.